# Route régionale 707 (Maroc)
Pour les articles homonymes, voir Route 707.
La route régionale 707 ou 707 , est une route régionale marocaine qui relie El Hajeb à la route nationale N4 près de Guigou, en passant par Ifrane. Elle se trouve au cœur des axes routiers Meknès-Ifrane et Ifrane-Boulemane.

## Description
C'est une route de 61 km en 2x1 voies sur l'intégralité du trajet. La R707 traverse le cœur du Moyen-Atlas, avec une altitude allant jusqu’à 1894 m. Elle traverse également le parc national d'Ifrane, réputé pour sa biodiversité et ses lacs.

## Itinéraire
| 707 Route régionale 707 |                                                                                       |       |       |                       |            |
| Type                    | Indication                                                                            | ↓km↓  | ↑km↑  | Provinces             | Région     |
| El Hajeb                | El Hajeb                                                                              | 0 km  | 61 km | Province d'El Hajeb   | Fès-Meknès |
|                         | Intersection avec la N13 : Azrou / Khénifra / Errachidia / Fès / Mèknes / Rabat       | 0 km  | 61 km | Province d'El Hajeb   | Fès-Meknès |
|                         | Intersection avec la 7076                                                             | 15 km | 47 km | Province d'El Hajeb   | Fès-Meknès |
|                         | Forêt d'Ifrane                                                                        | 16 km | 40 km | Province d'El Hajeb   | Fès-Meknès |
|                         | Intersection avec la 7213                                                             | 22 km | 39 km | Province d'El Hajeb   | Fès-Meknès |
|                         | Intersection avec la 7225 : Zaouiat Sidi Abdeslam                                     | 25 km | 37 km | Province d'El Hajeb   | Fès-Meknès |
| Ifrane                  | Ifrane                                                                                | 32 km | 30 km | Province d'Ifrane     | Fès-Meknès |
|                         | Intersection avec la 7048 : Ain Vittel / Zaouiat Sidi Abdeslam                        | 32 km | 30 km | Province d'Ifrane     | Fès-Meknès |
|                         | Intersection avec la N8 : Azrou / Ain Vittel / Fès                                    | 32 km | 30 km | Province d'Ifrane     | Fès-Meknès |
|                         | Forêt d'Ifrane                                                                        | 33 km | 26 km | Province d'Ifrane     | Fès-Meknès |
|                         | Intersection avec la 7231 : Dayat Hachlaf / Dayat Ifrah / Dayat Afourgaa / Dayat Aoua | 39 km | 23 km | Province d'Ifrane     | Fès-Meknès |
|                         | Intersection avec la 7231 : Michlifen / Jbel Habri / Midelt / Errachidia              | 40 km | 21 km | Province d'Ifrane     | Fès-Meknès |
|                         | Forêt Cèdre Gouraud                                                                   | 41 km | 19 km | Province d'Ifrane     | Fès-Meknès |
|                         | Forêt Cèdre Gouraud                                                                   | 47 km | 14 km | Province d'Ifrane     | Fès-Meknès |
|                         | Intersection avec la N4 : Guigou / Boulemane / Sefrou / Fès                           | 61 km | 0 km  | Province de Boulemane | Fès-Meknès |

## Distance et durée des trajets routiers avec la R707

### Depuis Meknès
| Trajet             | Distance | Durée |
| ------------------ | -------- | ----- |
| Meknès - Ifrane    | 66 km    | 1h19  |
| Meknès - Boulemane | 120 km   | 2h27  |

### Depuis Boulemane
| Trajet               | Distance | Durée |
| -------------------- | -------- | ----- |
| Boulemane - Ifrane   | 54 km    | 1h09  |
| Boulemane - El Hajeb | 88 km    | 1h53  |
| Boulemane - Meknès   | 120 km   | 2h27  |

## Projets

### En étude
Un projet d'élargissement en 2x2 voies de la section entre El Hajeb et Ifrane sur 31km est en étude. Le coût serait de 187 MDH,.

### En construction
Un autre projet en cours est la réalisation d'un carrefour giratoire sur l'échangeur avec la N4 au niveau de Guigou à la place de l'intersection actuel. Il fait partie d'un vaste programme spécial d'aménagements de sécurité dans la province de Boulemane, qui consiste à l’aménagement de carrefour giratoires, la réalisation d’opérations relatives à la signalisation routière verticale et horizontale, ainsi que la mise en place des équipements de sécurité routière. Le coût total du programme est de 17,8 MDH.

## Lieux touristiques
- Circuit des lacs du Moyen Atlas (Daïats)
- Ville d'Ifrane, surnommée la petite Suisse.
- Le Lion d'ifrane, très ancienne statue située entre les 2 voies de la route.
- Source Vitel
- Djebel Hebri
- Parc National d'Ifrane

## Galeries

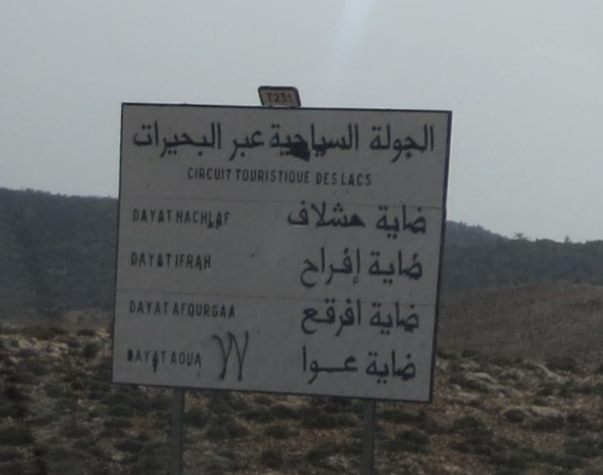
Panneau circuit des lacs du parc national d'Ifrane

## Lieux sensibles
La route entre Ifrane et Boulemane peut être parfois coupé durant l'hiver, en raison de fortes chutes de neige. Des opérations de déneigements sont couramment effectués par les équipes de la Direction Provinciale de l’Equipement, du Transport et de la Logistique de Boulemane.